# Giáo phận Nagoya
Giáo phận Nagoya (カトリック名古司教区) (tiếng Latinh: Dioecesis Nagoyaensis) là một giáo phận của Giáo hội Công giáo Rôma ở Nhật Bản. Địa giới của Giáo phận bao gồm các tỉnh Aichi, Gifu, Fukui, Ishikawa, và Toyama. Nhà thờ chính tòa Thánh Phêrô và Thánh Phaolô, còn được biết đến với tên gọi Nhà thờ Nunoike (tiếng Nhật: 布池教会) là nhà thờ chính tòa của giáo phận.

## Lịch sử
- 1846 - Hạt Đại diện Tông tòa Nhật Bản được thành lập, với tòa giám mục đặt tại Yokohama.
- 1866 - Tòa giám mục được chuyển đến Nagasaki.
- 1876 - Ngày 22/5, Hạt Đại diện Tông tòa Nhật Bản được tách ra thành Hạt Đại diện Tông tòa Bắc Nhật Bản (hiện là Tổng giáo phận Tokyo) và Hạt Đại diện Tông tòa Nam Nhật Bản (hiện là Tổng giáo phận Nagasaki). Trong đó Hạt Đại diện Tông tòa Bắc Nhật Bản quản lí các vùng Hokkaidō, Tōhoku, Kantō và Chūbu, với tòa giám mục đặt tại Yokohama.
- 1877 - Tháng 7, Tòa giám mục được chuyển đến Tokyo.
- 1891 - Ngày 17/4, Hạt Đại diện Tông tòa Hakodate (hiện là Giáo phận Sendai) được thành lập trên diện tích các vùng Hokkaido và Tōhoku tách ra từ Hạt Đại diện Tông tòa Bắc Nhật Bản. Ngày 15/6, Hạt Đại diện Tông tòa Bắc Nhật Bản được nâng cấp thành Tổng giáo phận Tokyo.
- 1912 - Ngày 13/8, Hạt Phủ doãn Tông tòa Niigata (hiện là Giáo phận Niigata) được thành lập trên diện tích 3 tỉnh Toyama, Ishikawa, và Fukui tách ra từ Tổng giáo phận Tokyo.
- 1922 - Ngày 18/2, Hạt Phủ doãn Tông tòa Nagoya được thành lập với địa giới gồm 5 tỉnh, trong đó bao gồm 2 tỉnh Aichi và Gifu tách ra từ Tổng giáo phận Tokyo và 3 tỉnh Toyama, Ishikawa, Fukui của Hạt Phủ doãn Tông tòa Niigata.[2]
- 1962 - Ngày 16/4, Hạt Phủ doãn Tông tòa Nagoya được nâng cấp thành Giáo phận Nagoya.[2]

## Lãnh đạo giáo phận qua từng thời kì

### Phủ doãn Tông tòa
- Tiên khởi - Joseph Reiners (Dòng Ngôi Lời) (1922 - 1941)
- Giám quản Tông tòa - Phêrô Matsuoka Magoshirō (1941 - 1962)

### Giám mục Giáo phận
|           | Nhiệm kì        | Tên                       | Nguồn |
| --------- | --------------- | ------------------------- | ----- |
| Tiên khởi | 1962 - 1969     | Phêrô Matsuoka Magoshirō  | [ 2 ] |
| 2         | 1969 - 1993     | Aloisiô Sōma Nobuo        | [ 2 ] |
| 3         | 1993 - 2015     | Augustinô Nomura Jun'ichi | [ 2 ] |
| 4         | 2015 - hiện tại | Micae Matsuura Gorō       | [ 2 ] |